# Kecskéd, Komárom-Esztergom
Kecskéd (în germană Kätschka) este un sat în districtul Oroszlány, județul Komárom-Esztergom, Ungaria, având o populație de 1.992 de locuitori (2011).

## Demografie
Componența etnică a satului Kecskéd
     Maghiari (79,55%)
     Germani (19,73%)
     Necunoscut (0,39%)
     Romi (0,34%)
     Alții (0,39%)
Componența confesională a satului Kecskéd
     Romano-catolici (56,98%)
     Fără religie (10,89%)
     Reformați (4,32%)
     Necunoscută (26,15%)
     Alte religii (2,71%)
Conform recensământului din 2011, satul Kecskéd avea 1.992 de locuitori. Din punct de vedere etnic, majoritatea locuitorilor (79,55%) erau maghiari, cu o minoritate de germani (19,73%). Apartenența etnică nu este cunoscută în cazul a 0,39% din locuitori.  Din punct de vedere confesional, majoritatea locuitorilor (56,98%) erau romano-catolici, existând și minorități de persoane fără religie (10,89%) și reformați (4,32%). Pentru 26,15% din locuitori nu este cunoscută apartenența confesională.